# Hilary

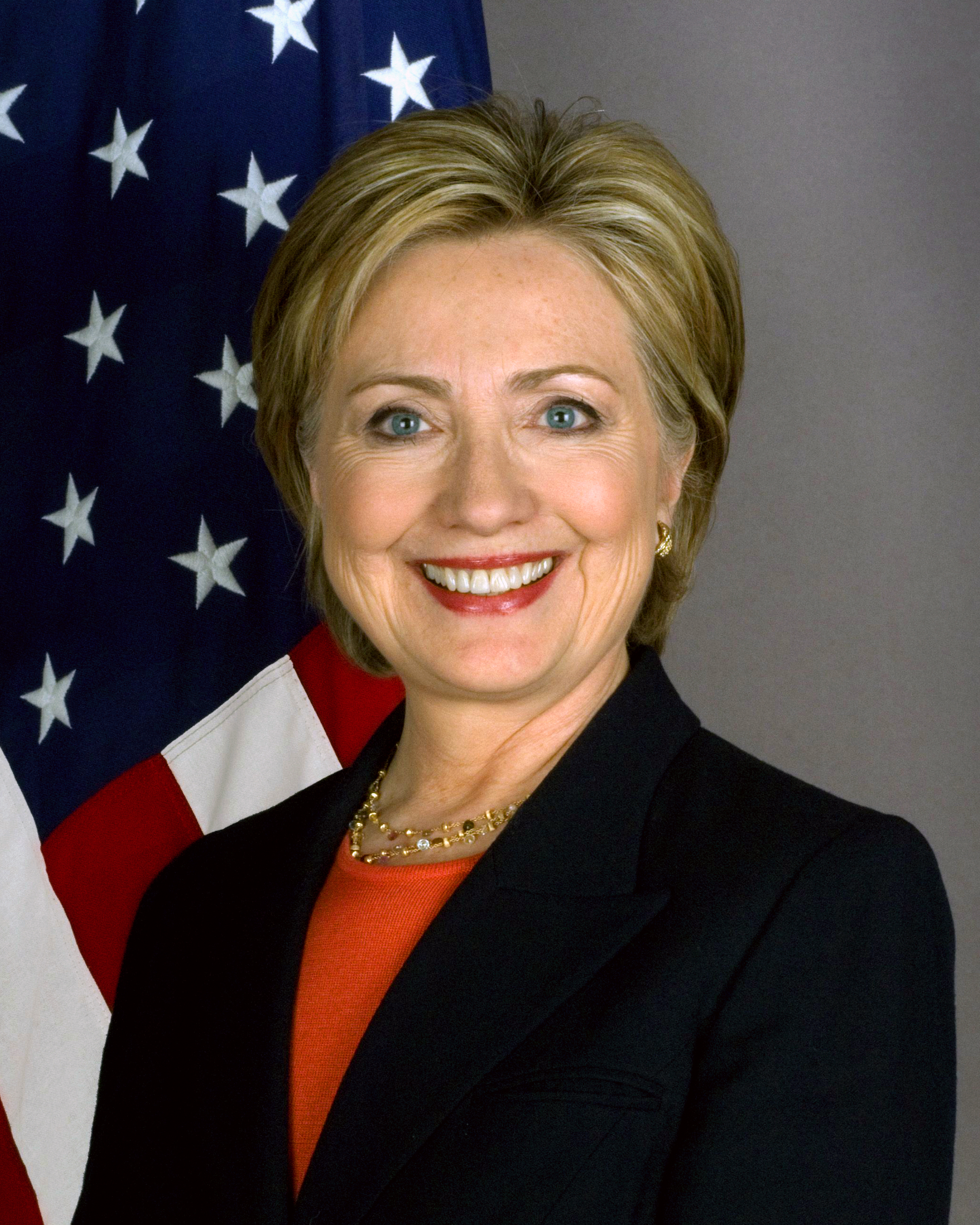
Hillary Rodham Clinton

Hilary eller Hillary är ett engelskt namn som härstammar från Hilarius. Hilarius är i sin tur en latinsk form av ett grekiskt ord som betyder glad.
Namnet bärs av både kvinnor och män. Den 31 december 2014 fanns det totalt 62 kvinnor och 22 män folkbokförda i Sverige med namnet Hilary eller Hillary, varav 36 kvinnor och 12 män bar det som tilltalsnamn. Det kan även vara ett efternamn.
Namnsdag: saknas

## Kvinnor med namnet Hilary eller Hillary
- Hilary Armstrong, brittisk politiker
- Hillary Rodham Clinton, amerikansk politiker
- Hilary Duff, amerikansk sångerska och skådespelare
- Hilary Henkin, amerikansk manusförfattare och filmproducent
- Hilary Knight, amerikansk ishockeyspelare
- Hilary Lindh, amerikansk alpin skidåkare
- Hilary Lunke, amerikansk golfspelare
- Hilary Mantel, brittisk författare
- Hilary Spurling, brittisk författare och journalist
- Hilary Swank, amerikansk skådespelare
- Hilary Tindall, brittisk skådespelare
- Hillary Waugh, amerikansk författare

## Män med namnet Hilary eller Hillary
- Hilary Benn, brittisk politiker, fd minister
- Hilary Johnson, fd liberiansk president
- Hilary Koprowski, polsk-amerikansk virolog och immunolog
- Hilary Putnam, amerikansk filosof

## Personer med efternamnet Hilary eller Hillary
- Edmund Hillary, nyzeeländsk bergsbestigare
- Lynn Hilary, irländsk sångerska